# Les Troyens

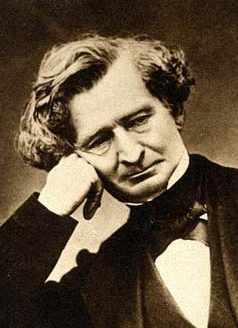
Hector Berlioz in 1863

Les Troyens (Frans voor De Trojanen) is een opera in vijf bedrijven van Hector Berlioz, gebaseerd op de Aeneis van Vergilius.

## Achtergrond

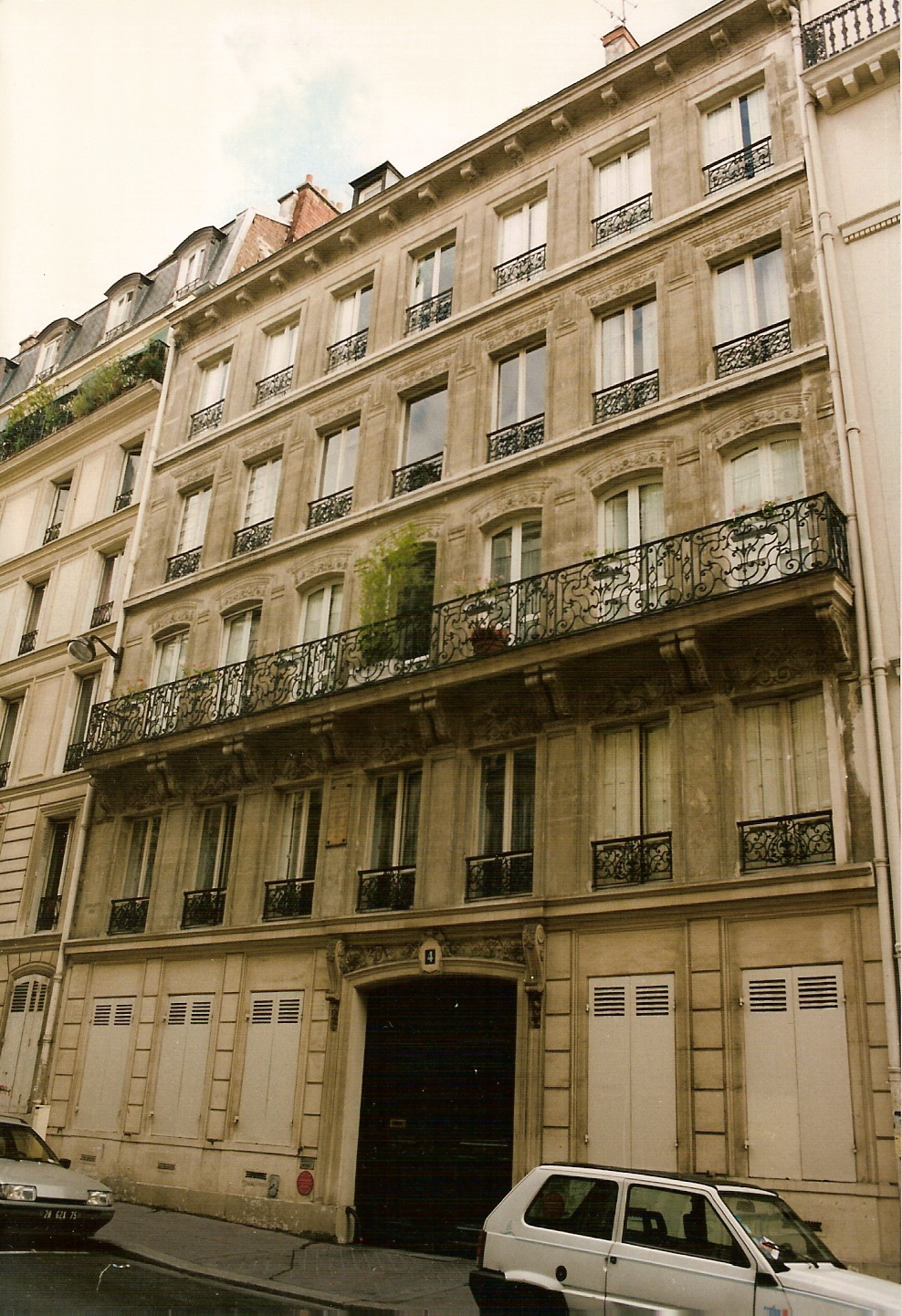
Het woonhuis Rue de Calais 4 in Parijs, waar Berlioz vanaf oktober 1856 tot zijn dood in 1869 woonde. Hier ontstond het grootste deel van de opera Les Troyens.

### Ontstaan
Als kind was Berlioz al onder de indruk van de Aeneis. In zijn Mémoires schrijft de componist hoe zijn vader hem het verhaal over Dido en Aeneas liet voorlezen, en hoe de jonge Hector tot tranen toe geroerd werd. Pas laat in zijn muzikale loopbaan besloot Berlioz het Latijnse epos tot onderwerp van een opera te nemen. Hij schreef zelf zowel de tekst als de muziek van dit "magnum opus" in de jaren 1856 tot 1858 na lang aandringen van prinses Caroline von Sayn-Wittgenstein, de levensgezellin van Liszt. Zij vond dat hij zijn jongensdroom nu eindelijk eens moest waarmaken, ongeacht de hindernissen die hij zou moeten overwinnen om zijn werk opgevoerd te krijgen.
Het libretto van Les Troyens is voornamelijk gebaseerd op de boeken II en IV van de Aeneis. De eerste twee aktes handelen over de inname van Troje door de Grieken (middels het beroemde paard), de laatste drie gaan over de aankomst van de Trojanen in Carthago en de liefde tussen Dido en Aeneas. Typisch voor Berlioz is, dat hij zich ook door zijn andere literaire held Shakespeare liet inspireren tijdens het schrijven van Les Troyens. Heel duidelijk blijkt dat uit het liefdesduet tussen Dido en Aeneas in het vierde bedrijf, dat in feite een parafrase is van een tekst uit The Merchant of Venice van de grote Engelse toneelschrijver.

### Les Troyensin de muziekgeschiedenis
Muzikaal gezien zijn vooral invloeden van Gluck, Spontini en Meyerbeer in Les Troyens aanwijsbaar. Van Gluck is vooral een soort statische antieke sfeer geërfd, een bepaalde klassieke soberheid die in contrast staat met de grilligheid van de Symphonie fantastique. Daarnaast klinkt Glucks muzikale stijl soms door in de recitatieven. Aan Spontini is onder meer de opbouw van de finale van het eerste bedrijf ontleend. Meyerbeer heeft vooral de uiterlijke vorm van de opera bepaald, die in grote lijnen de voorschriften van de grand opéra volgt.
Vaak is Les Troyens als de Franse of Latijnse tegenhanger van Wagners Ring des Nibelungen beschouwd, vanwege de epische dimensies en het feit dat beide componisten zowel hun eigen tekst als muziek schreven. In muzikaal opzicht lopen de beide werken echter ver uiteen. Waar Wagner zoekt naar een nieuwe vorm van muziekdrama, houdt Berlioz, die zijn wilde haren definitief kwijtgeraakt was, vast aan de traditionele vormen van aria en recitatief. Les Troyens is dan ook niet zozeer een vernieuwende opera, als wel een werk dat een synthese biedt van het kunnen van de componist.

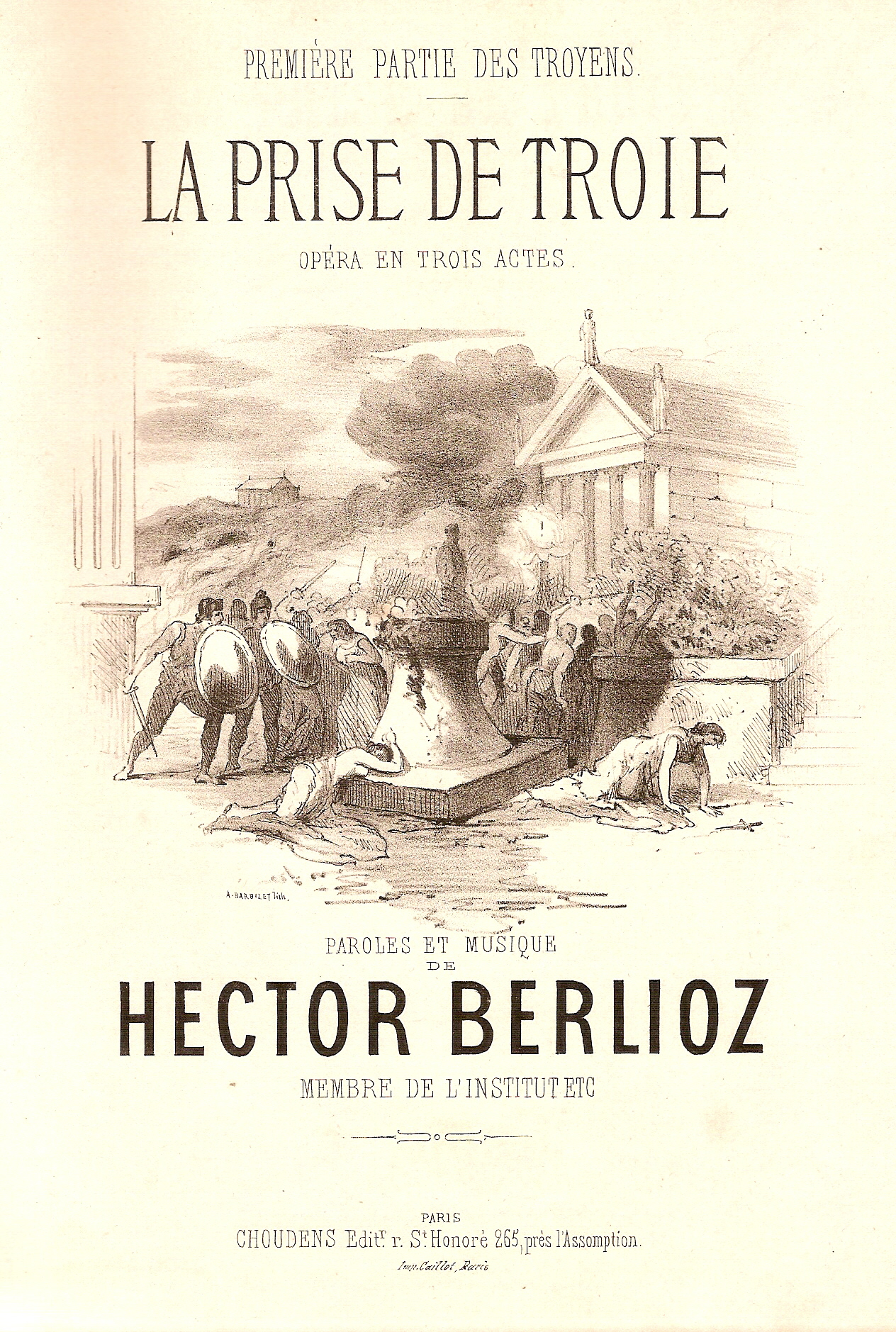
Titelblad van een oude uitgave van La prise de Troie

### Uitvoeringsgeschiedenis
Zoals hij al had gevreesd, ondervond Berlioz de grootste moeite Les Troyens opgevoerd te krijgen. Hij wist dat alleen de Opéra in Parijs geschikt zou zijn de productie naar behoren te verwezenlijken, maar dat theater had niet de minste aandrang het werk van een "outcast" op de planken te brengen. Niet alleen had Berlioz zichzelf met zijn kritieken en zijn compositiestijl onmogelijk gemaakt bij het muzikale establishment van de Franse hoofdstad, maar ook was de keuze voor een onderwerp uit de Oudheid volledig uit de tijd. Na vijf jaar wachten en lobbyen zag Berlioz zich om praktische redenen gedwongen de opera in twee delen te splitsen, La prise de Troie en Les Troyens à Carthage, waarna het tweede deel op 4 november 1863 in verminkte vorm werd opgevoerd in het pas geopende Théâtre Lyrique in Parijs. De rest van de opera heeft Berlioz nooit gezien of beluisterd.
Pas jaren na de dood van Berlioz, in 1890, werden de beide delen in Karlsruhe op de planken gebracht. Een volledige opvoering op één avond vond uiteindelijk pas plaats in 1969, het honderdste sterfjaar van de componist, in Covent Garden te Londen. In hetzelfde jaar werd de partituur van Les Troyens eindelijk uitgegeven en de eerste volledige plaatopname gemaakt. Het betekende een doorbraak voor de opera, die sindsdien tot de belangrijkste in het repertoire wordt gerekend. Opvoeringen blijven echter zeldzaam, vanwege de grootschaligheid van het werk en de eraan verbonden kosten. Belangrijke uitvoeringen in de laatste decennia vonden plaats bij de opening van de Opéra Bastille in Parijs in 1990, tijdens de Salzburger Festspiele in 2000, en ter gelegenheid van het tweehonderdste geboortejaar van de componist in 2003 aan de Metropolitan Opera in New York en het Théâtre du Châtelet in Parijs. De opera duurt ongeveer vier uur (zonder pauzes).

### Uitvoeringen in België en Nederland
In Brussel vond in 1906 de Belgische première van Les Troyens plaats onder leiding van Sylvain Dupuis; La prise de Troie en Les Troyens à Carthage werden op twee achtereenvolgende avonden uitgevoerd. Een nieuwe productie van de volledige opera vond in 1992 plaats in de Brusselse Muntschouwburg onder leiding van Sylvain Cambreling in een regie van Peter Mussbach.
In 1910 werd La prise de Troie in concertuitvoering in Utrecht uitgevoerd, gedirigeerd door Johan Wagenaar; in 1987 vond een concertuitvoering plaats van de hele opera onder leiding van Henry Lewis, eveneens in Utrecht. De scènische première van Les Troyens in Nederland vond pas in 2003 plaats, met grote bijval, bij De Nederlandse Opera in Amsterdam; deze productie werd geregisseerd door Pierre Audi en gedirigeerd door Edo de Waart. Een reprise van deze productie vond plaats in 2010.

## Rolverdeling
- Énée (Aeneas), Trojaanse held, zoon van Venus en Anchises - tenor
- Chorèbe (Chorebus), jonge Aziatische prins, verloofde van Cassandre - bariton
- Panthée (Pantheus), Trojaanse priester, vriend van Énée - bas
- Narbal, minister van Didon - bas
- Iopas, dichter aan het hof van Didon - tenor
- Ascagne (Ascanius), zoon van Énée - sopraan
- Cassandre (Cassandra), Trojaanse profetes, dochter van Priam - mezzosopraan
- Didon (Dido), koningin van Carthago, weduwe van Sichée (Sychaeus) - mezzosopraan
- Anna, zus van Dido - alt
- Hylas, jonge matroos - tenor
- Priam (Priamus), koning van de Trojanen - bas
- Een Griekse aanvoerder - bas
- De geest van Hector, Trojaanse held, zoon van Priam - bas
- Helenus, Trojaanse priester, zoon van Priam - tenor
- Twee Trojaanse soldaten - bassen
- Mercure (Mercurius) - bariton of bas
- Een priester van Pluto - bas
- Polyxène (Polyxena) - sopraan
- Hécube (Hecuba), koningin van de Trojanen - sopraan
- Andromaque (Andromache), weduwe van Hector - stomme rol
- Astyanax, haar zoon - stomme rol

## Synopsis

### Eerste bedrijf
Het tienjarige beleg van Troje door de Grieken is voorbij. De Trojanen vieren hun herwonnen vrijheid, maar buiten de stad vinden ze een groot houten paard. Is het een offer aan de Griekse godin Pallas Athene? Cassandre, die de gave bezit in de toekomst te kunnen blikken, maar op wie de vloek rust nooit geloofd te worden, is er niet gerust op dat de Grieken zo plotseling vertrokken zijn. Ook haar verloofde, Chorèbe, kan zij niet overtuigen van het dreigende gevaar, en ten einde raad berust zij in haar lot. Rituele vreugdedansen worden eerst onderbroken door de komst van de rouwende Andromaque, weduwe van de in de oorlog omgekomen Hector, vervolgens door de binnenstormende Énée, die komt vertellen dat de priester Laocoön door slangen is verzwolgen nadat hij een speer in de wand van het houten paard had geworpen. Algemene verbijstering; Énée gelast een deel van de stadsmuur te slopen en het paard als trofee de stad in te brengen. Ondanks de smeekbeden van Cassandra vormt de bevolking een stoet, die onder het zingen van de Trojaanse mars gehoor geeft aan de oproep van Énée.

### Tweede bedrijf
Eerste tafereel

Terwijl Énée slaapt is oorlogsgedruis op de achtergrond te horen; zijn zoon Ascagne durft hem niet te wekken. De geest van Hector haalt Énée uit zijn slaap en geeft hem de opdracht de stad onmiddellijk te verlaten en in Italië een nieuw rijk te stichten. Als de geest verdwenen is, komen enkele Trojanen onder leiding van Panthée de hopeloze situatie aan Énée beschrijven: de Grieken hadden zich in het paard en in de nabijheid van de stad verschanst en hebben Troje al bijna in handen. Allen vertrekken naar de citadel om de heilige schat van Troje te redden; vervolgens zullen ze de stad te ontvluchten.
Tweede tafereel

De Trojaanse vrouwen zijn in de tempel bijeen om de goden om redding te smeken. Cassandre komt hun vertellen dat Énée met een groep mannen naar Italië vertrokken is om een nieuw rijk te stichten. De vrouwen rest volgens haar slechts één uitweg: de dood. Enkele vrouwen aarzelen; zij worden door Cassandre verjaagd. Als de Grieken de tempel binnenkomen, plegen de overgebleven vrouwen collectief zelfmoord.

### Derde bedrijf
De bevolking van Carthago houdt een feestelijke bijeenkomst om de bloei van de stad te vieren. Koningin Didon beloont de bouwlieden, matrozen en landarbeiders voor hun bijdrage aan de voorspoed. Als de plechtigheden voorbij zijn en Didon alleen met haar zus Anna achtergebleven is, bekent zij haar een onverklaarbare triestheid. Anna suggereert dat ze moet trouwen, want "Carthago heeft een koning nodig", maar Didon blijft liever trouw aan haar overleden echtgenoot Sichée. Dan komt het bericht van een onbekende vloot die aangespoeld is en asiel aanvraagt. Didon ontvangt hen, waarop de schipbreukelingen zich als Trojanen bekendmaken. Didons minister Narbal stormt binnen met de mededeling dat de troepen van de vijandige Iarbas in aantocht zijn; de Carthagers hebben niet voldoende wapens om hem te verslaan. Énée biedt zijn versterking aan, waardoor Didon gevleid is. Hij neemt afscheid van zijn zoon, en allen trekken ten strijde.

### Vierde bedrijf
Eerste tafereel

Didon en Énée worden in een bos overvallen door het onweer en vluchten een grot in. Nymfen en faunen roepen "Italië"…
Tweede tafereel

Narbal deelt Anna zijn ongerustheid mee: Didon houdt zich niet meer met staatszaken bezig maar gaat op in haar liefde voor Énée, die vroeg of laat zijn missie ten uitvoer zal moeten brengen. Anna maakt zich geen zorgen, want volgens haar is de liefde sterker dan de plicht. Didon, Énée en enkele anderen komen binnen om een divertissement te aanschouwen. Didon kan haar gedachten er niet bijhouden, en zelfs de stem van haar hofzanger Iopas kan haar niet bekoren. Ze vraagt Énée haar over zijn wederwaardigheden te vertellen. Als deze verhaalt dat Andromaque hertrouwd is met Pyrrhus, ziet Didon dat als een voorbeeld voor haar en verliest zij haar laatste weerstand om zich aan Énée te binden. Allen bezingen de schitterende nacht, tot Énée en Didon alleen overblijven en in een liefdesduet legendarische liefdesparen met henzelf vergelijken. Terwijl zij afgaan verschijnt Mercurius, die driemaal "Italië" roept.

### Vijfde bedrijf
Eerste tafereel

Het is nacht, enkele maanden later. In de haven van Carthago zingt de Trojaanse matroos Hylas over zijn verre vaderland en valt in slaap. Panthée waarschuwt de Trojaanse leiders zich gereed te houden voor vertrek: de goden zenden steeds dringender tekens. Twee wachters, die het uitstekend hebben in Carthago, zouden liever blijven. Énée komt op, verscheurd tussen zijn liefde voor Didon en zijn plicht naar Italië te vertrekken. Maar de geesten verschijnen weer en bevelen hem onmiddellijk te vertrekken. Énée wekt zijn mannen om zich voor te bereiden. Didon komt op, begrijpt wat er aan de hand is, en protesteert. Énée betuigt haar nogmaals zijn grote liefde en herinnert haar aan zijn onomkeerbare missie, maar Didon vervloekt zijn roemzucht en plichtsbesef terwijl de Trojanen zich opmaken voor vertrek.
Tweede tafereel

In haar vertrekken smeekt Didon haar zus om Énée over te halen toch nog een paar dagen te blijven, maar dan klinken er al stemmen die het vertrek van de Trojaanse vloot aankondigen. Didon wil de Trojanen laten achtervolgen, maar als zij de nutteloosheid daarvan inziet laat zij een offer voorbereiden aan de goden der vergetelheid. Alleen achtergebleven laat ze haar verdriet de vrije loop. Ze neemt afscheid van wat haar dierbaar is en bereidt zich voor op de dood.
Derde tafereel

Een brandstapel is opgericht, waarop alle voorwerpen geplaatst zijn die aan Énée herinneren. De goden van de onderwereld worden aangeroepen. Didon beklimt de brandstapel, werpt zich op het bed van Énée, en nadat ze in een vlaag van helderziendheid euforisch de wraak van Hannibal heeft voorspeld, doorsteekt zich met het zwaard van Énée. In haar laatste ogenblikken ziet ze echter de uiteindelijke triomf van Rome. De verbijsterde Carthagers uiten hun haat jegens de nakomelingen van Énée, terwijl de Trojaanse mars, het nieuwe volkslied van de Romeinen, op de voorgrond klinkt.

## Partituur
De handgeschreven partituur van Les Troyens werd door Berlioz nagelaten aan het Conservatoire van Parijs. Het manuscript bevindt zich tegenwoordig in de Bibliothèque nationale de France. Berlioz liet in 1860 op eigen kosten een pianoreductie drukken die weliswaar niet in de handel kwam, maar van belang is geweest bij het vaststellen van de oorspronkelijke vorm van de opera. Een nieuw pianouittreksel conform de eerste uitvoeringen werd in 1863 door Choudens gedrukt, enkele decennia later gevolgd door een zeer onvolledige orkestpartituur in twee delen. Pas in 1969 is de volledige orkestpartituur in druk verschenen bij Bärenreiter als onderdeel van de New Berlioz Edition. Het is deze kritische uitgave die sindsdien als referentie voor elke uitvoering dient. Deze editie is ook verschenen in zakformaat bij Eulenburg.

## Discografie vanLes Troyens
In 1903, honderd jaar na de geboorte van Berlioz, nam de zangeres Maria Delna voor het eerst een fragment op uit Les Troyens voor de Pathé-microfoon, namelijk de aria Chers Tyriens uit de derde akte. Pionierswerk verrichtte dirigent Sir Thomas Beecham in 1947, toen hij vrijwel het hele werk opnam voor de BBC radio. Hieronder volgen de voornaamste opnamen van Les Troyens op CD en DVD die sindsdien verschenen zijn.
CD
- Jon Vickers (Énée), Josephine Veasy (Didon), Berit Lindholm (Cassandre). Koor en orkest van Royal Opera House Covent Garden onder leiding van Sir Colin Davis. Philips, 1969

Deze eerste studio-opname betekende een mijlpaal in de opnamegeschiedenis in het algemeen. De hoge kwaliteit stond andere opnamepogingen vele jaren in de weg.
- Gary Lakes (Énée), Françoise Pollet (Didon), Deborah Voigt (Cassandre). Koor en orkest van Montréal onder leiding van Charles Dutoit. Decca, 1993

Een opname met de destijds nieuwste technische middelen maar artistiek gezien over het geheel teleurstellend. De "Sinon-scène" in de eerste akte, die al voor de eerste uitvoering in 1863 geschrapt was, is op deze opname in gereconstrueerde vorm te horen.
- Ben Heppner (Énée), Michelle DeYoung (Didon) en Petra Lang (Cassandre). London Symphony Orchestra and Chorus onder leiding van Sir Colin Davis. LSOLive, 2000
Deze versie, samengesteld uit enkele liveregistraties, evenaart Davis' eerste opname

- Michael Spyres (Énée), Joyce DiDonato (Didon), Marie-Nicole Lemieux (Cassandre). Choeur de l'Opéra du Rhin, Badischer Staatsopernchor, Choeur et orchestre philharmonique de Strasbourg onder leiding van John Nelson. Erato, 2017

DVD
- Plácido Domingo (Énée), Tatiana Troyanos (Didon), Jessye Norman (Cassandre). Orkest en koor van de Metropolitan Opera onder leiding van James Levine. Deutsche Grammophon, registratie 1984

Sterbezetting in een matige regie van Fabrizio Melano.
- Jon Villars (Énée), Deborah Polaski (Didon en Cassandre). Orchestre de Paris en Wiener Staatsopernchor onder leiding van Sylvain Cambreling. Arthouse, 2000

Productie van de Salzburger Festspiele, geregisseerd door Herbert Wernicke. Polaski neemt hier de rol van zowel Didon als Cassandre voor haar rekening.
- Gregory Kunde (Énée), Susan Graham (Didon), Anna Caterina Antonacci (Cassandre). Orchestre révolutoinnaire et romantique, Choeur du Théâtre du Châtelet onder leiding van Sir John Eliot Gardiner. Opus Arte, 2003

Deze opname op authentieke instrumenten geldt nu als de beste op DVD. Er is voor de oorspronkelijke, later door Berlioz vervangen finale gekozen, wat enige afbreuk doet aan het geheel. De regie is van Yannis Kokkos.
- Lance Ryan (Énée), Daniela Barcellona (Didon) en Elisabete Matos (Cassandre). Cor de la Generalitat Valenciana, Orquestra de la Comunitat Valenciana onder leiding van Valery Gergiev. Unitel Classica, 2010

Productie van La Fura dels Baus, regisseur: Carlus Padrissa
- Bryan Hymel (Énée), Eva-Maria Westbroek (Didon) en Anna Caterina Antonacci (Cassandre). Royal Opera Chorus, Orchestra of the Royal Opera House onder leiding van Antonio Pappano. Opus Arte, 2013

Regie van David McVicar

## Libretto in het Nederlands
- Les Troyens. Grand opéra en cinq actes (vertaling door Georgette Gorus-De Rijcke). Brussel: Bernard Foccroulle, 1992. Geen ISBN-nummer
- Les Troyens (vertaling door Jeanne Holierhoek en Janneke van der Meulen). Amsterdam: De Nederlandse Opera, 2003. ISBN 90-5082-144-8

## Andere opera's gebaseerd op deAeneisvanVergilius
- Dido and Aeneas van Henry Purcell uit 1689
- Aeneas i Cartago van Joseph Martin Kraus uit 1782
- Didone van Niccolò Piccini uit 1782

## Trivia
- Een fragment van de aria Vallon sonore uit het vijfde bedrijf van Les Troyens komt voor in de film Star Trek: First Contact uit 1996.
- Les Troyens was de eerste voorstelling van de Parijse Opéra Bastille (première op 17 maart 1990).